# Alegeri prezidențiale în Statele Unite ale Americii, 2004
Alegerile prezidențiale din Statele Unite din anul 2004 au avut loc la 2 noiembrie 2004 și s-au încheiat cu victoria candidatului republican George W. Bush, care a candidat pentru un nou mandat împreună cu vicepreședintele în funcție Dick Cheney.
Președintele Statelor Unite este ales de un Colegiu Electoral, alăcătuit din 538 de electori. Pentru a fi ales, președintele are nevoie de 270 de voturi în Colegiul Electoral. Dacă niciun candidat nu întrunește această majoritate, atunci președintele este ales de Camera Reprezentanților, prin votul statelor.
Președintele ales în noiembrie 2004 a depus jurământul și și-a început mandatul pe data de 20 ianuarie 2005.

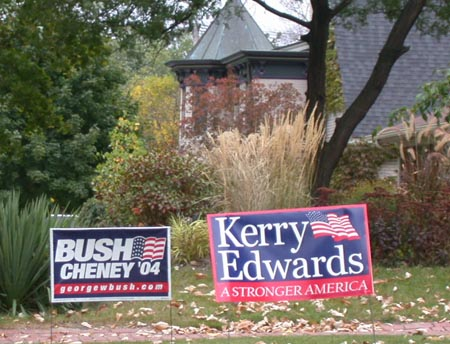
Panouri electorale din campanie, Michigan

## Nominalizarea Partidului Republican
Ca președinte în funcție, Bush a obținut nominalizarea fără mare dificultate. Procesul de nominalizare a constat în scrutinuri primare ținute în cele 50 de state, precum și în Guam, Puerto Rico, Washington, D.C., Insulele Virgine Americane, Samoa Americană.
Bush a reușit să ajungă la numărul nececesar de delegați pe 10 Martie 2004, iar în data de 2 Septembrie 2004 a acceptat oficial nominalizarea în cadrul Convenției Partidului Republican din același an. Dick Cheney a fost ales pentru un nou mandat de vicepreședinte.
| Candidat       | Candidat | Candidat | Origine | Campanie                              | Vot Popular        | Partener    | Partener |
| -------------- | -------- | -------- | ------- | ------------------------------------- | ------------------ | ----------- | -------- |
| George W. Bush |          |          | Texas   | Nominalizare obținută: 10 martie 2004 | 7,853,863 (98.01%) | Dick Cheney |          |

## Nominalizarea Partidului Democrat
Alegerile primare ale Partidului Democrat au avut loc în perioada 14 Ianuarie - 8 Iunie 2004. La început, guvernatorul statului Vermont, Howard Deans era considerat favorit pentru nominalizare. Totuși, senatorul John Kerry și-a consolidat campania în urma victoriilor din alegerile primare din Iowa și New Hampshire, reușind să obțina numărul necesar de delegați pe data de 11 Martie 2004.
Kerry l-ar fi vrut pe senatorul republican John McCain ca și vicepreședinte, dar acesta a refuzat nominalizarea . Pe 6 iulie 2004, cu scurt timp înaintea Convenției Democrate, Kerry l-a selectat pe John Edwards⁠(d), senator din Carolina de Nord pentru funcție .

### Convenția Partidului Democrat
Convenția Partidului Democrat a avut loc în Boston pe 23 - 29 iulie 2004. Kerry a acceptat nominalizarea și a pus accentul pe experiența sa din Războiul din Vietnam, tematica convenției fiind o Americă „mai puternică acasă și mai respectată în lume”.
| Candidat   | Candidat | Candidat | Origine       | Campanie                             | Vot Popular        | Partener        | Partener |
| ---------- | -------- | -------- | ------------- | ------------------------------------ | ------------------ | --------------- | -------- |
| John Kerry |          |          | Massachusetts | Nominalizare obținută: 2 martie 2004 | 9,930,497 (60.98%) | John Edwards⁠(d) |          |

## Finanțarea campaniilor electorale
Pentru campania electorală, principalii candidați au cheltuit:
- $367.227.801 George W. Bush (R)
- $326.236.288 John Kerry (D)

Sursă: FEC

## Statistici
| Grupă demografică            | Kerry | Bush | Alții | % din votul total |
| ---------------------------- | ----- | ---- | ----- | ----------------- |
| Vot total                    | 48    | 51   | 1     | 100               |
| Ideologie                    |       |      |       |                   |
| Liberali                     | 86    | 13   | 1     | 21                |
| Moderați                     | 54    | 45   | 1     | 45                |
| Conservatori                 | 15    | 84   | 1     | 34                |
| Partid                       |       |      |       |                   |
| Democrați                    | 89    | 11   | 0     | 37                |
| Republicani                  | 6     | 93   | 1     | 37                |
| Independenți                 | 49    | 48   | 3     | 26                |
| Sex                          |       |      |       |                   |
| Bărbați                      | 44    | 55   | 1     | 46                |
| Femei                        | 51    | 48   | 1     | 54                |
| Stare civilă                 |       |      |       |                   |
| Măritat                      | 42    | 57   | 1     | 63                |
| Nemăritat                    | 58    | 40   | 2     | 37                |
| Religie                      |       |      |       |                   |
| Protestant                   | 40    | 59   | 1     | 54                |
| Catolic                      | 47    | 52   | 1     | 27                |
| Evreu                        | 74    | 25   | 1     | 3                 |
| Musulman                     | 93    | <1   | >6    | 1                 |
| Alții                        | 74    | 23   | 3     | 7                 |
| Niciuna                      | 67    | 31   | 2     | 10                |
| Vârstă                       |       |      |       |                   |
| 18–29 Ani                    | 54    | 45   | 1     | 17                |
| 30–44 Ani                    | 46    | 53   | 1     | 29                |
| 45–59 Ani                    | 48    | 51   | 1     | 30                |
| 60+ Ani                      | 46    | 54   | 0     | 24                |
| Orientare sexuală            |       |      |       |                   |
| Gay, lesbiană, sau bisexuală | 77    | 22   | 1     | 4                 |
| Heterosexual                 | 46    | 53   | 1     | 96                |
| Venitul familiei             |       |      |       |                   |
| Sub 15.000$                  | 63    | 36   | 1     | 8                 |
| 15.000–30.000$               | 57    | 42   | 1     | 15                |
| 30.000–50.000$               | 50    | 49   | 1     | 22                |
| 50.000–75.000$               | 43    | 56   | 1     | 23                |
| 75.000–100.000$              | 45    | 55   | 0     | 14                |
| 100.000–150.000$             | 42    | 57   | 1     | 11                |
| 150.000–200.000$             | 42    | 58   | 0     | 4                 |
| Peste 200,000$               | 35    | 63   | 2     | 3                 |
| Priorități Cheie             |       |      |       |                   |
| Valorile Morale              | 18    | 80   | 2     | 22                |
| Economia                     | 80    | 18   | 2     | 20                |
| Terorismul                   | 14    | 86   | 0     | 19                |
| Războiul din Irak            | 73    | 26   | 1     | 15                |
| Serviciile de sănătate       | 77    | 23   | 0     | 8                 |
| Taxele                       | 43    | 57   | 0     | 5                 |
| Educația                     | 73    | 26   | 1     | 4                 |
| Mediul                       |       |      |       |                   |
| Urban                        | 54    | 45   | 1     | 30                |
| Suburban                     | 47    | 52   | 1     | 46                |
| Rural                        | 42    | 57   | 1     | 25                |

Sursă: CNN exit poll 